# Saint-Affrique-les-Montagnes
Saint-Affrique-les-Montagnes (okzitanisch: Sant Africa de las Montanhas) ist eine französische Gemeinde mit 750 Einwohnern (Stand: 1. Januar 2022) im Département Tarn in der Region Okzitanien. Die Gemeinde gehört zum Arrondissement Castres und zum Kanton La Montagne noire (bis 2015: Kanton Labruguière). Die Einwohner werden Saint-Affricains genannt.

## Geographie
Saint-Affrique-les-Montagnes liegt etwa acht Kilometer südsüdwestlich vom Stadtzentrum von Castres. Umgeben wird Saint-Affrique-les-Montagnes von den Nachbargemeinden Viviers-lès-Montagnes im Norden und Westen, Navès im Norden und Nordosten, Labruguière im Osten, Escoussens im Süden sowie Verdalle im Südwesten.

## Bevölkerungsentwicklung
| Jahr                      | 1962 | 1968 | 1975 | 1982 | 1990 | 1999 | 2008 | 2013 |
| Einwohner                 | 329  | 354  | 311  | 351  | 438  | 600  | 706  | 814  |
| Quelle: Cassini und INSEE |      |      |      |      |      |      |      |      |